# Премія «Кіноколо» Відкриття року
Премія «Кіноколо» Відкриття року — одна з кінематографічних нагород, що надається в рамках Національної премії кінокритиків «Кіноколо». Премію присуджують найкращому першому (дебютному) українському ігровому або документальному фільму режисера, починаючи з першої церемонії вручення нагород премії 2018 року. Премією нагороджується режисер фільму.
Першим переможцем у цій номінації став фільм «Коли падають дерева» режисера Марисі Нікітюк.

## Переможці та номінанти
Нижче наведено список фільмів, які отримали цю премію, а також номінанти. ★ Імена переможців виділені окремим кольором

## 2010-і
| Церемонії   | Назва фільму                              | Режисер(и)                | Країна                            |
| ----------- | ----------------------------------------- | ------------------------- | --------------------------------- |
| 1-ша (2018) | ★ «Коли падають дерева»                   | Марися Нікітюк            | Україна Польща Північна Македонія |
| 1-ша (2018) | «Герой мого часу»                         | Тоня Ноябрьова            | Україна                           |
| 1-ша (2018) | «Міф»                                     | Леонід Кантер, Іван Ясній | Україна                           |
| 1-ша (2018) | «Сторожова застава»                       | Юрій Ковальов             | Україна                           |
| 2-га (2019) | ★ «Мої думки тихі»                        | Антоніо Лукіч             | Україна                           |
| 2-га (2019) | «Співає Івано-Франківськтеплокомуненерго» | Надія Парфан              | Україна                           |
| 2-га (2019) | «Додому»                                  | Наріман Алієв             | Україна                           |
| 2-га (2019) | «Дике поле»                               | Ярослав Лодигін           | Україна                           |
| 2-га (2019) | «U311 „Черкаси“»                          | Тимур Ященко              | Україна                           |

## 2020-ті
| Церемонії   | Назва фільму                    | Режисер(и)                 | Продюсер(и)                    | Країна        |
| ----------- | ------------------------------- | -------------------------- | ------------------------------ | ------------- |
| 3-тя (2020) | ★«Погані дороги»                | Наталка Ворожбит           | Юрій Мінзянов, Дмитро Мінзянов | Україна       |
| 3-тя (2020) | «Віктор_Робот»                  | Анатолій Лавренішин        | Олена Голубєва                 | Україна       |
| 3-тя (2020) | «Зарваниця»                     | Роман Хімей, Ярема Малащук | Валерія Сочивець               | Україна       |
| 3-тя (2020) | «Земля блакитна, ніби апельсин» | Ірина Цілик                | Анна Капустіна                 | Україна Литва |